# Stacie Orrico
Stacie Joy Orrico (Seattle, 3 de março de 1986) é uma cantora ítalo-americana. Stacie Orrico cresceu como filha de missionários cristãos, junto a outros 4 irmãos, em uma família de origem ítalo-americana.

## Carreira
Quando ela completou sete anos, foi com a família para a Ucrânia onde ajudou a cuidar de órfãos com tuberculose em um hospital local. Os Orrico viviam em um lugar que não tinha água quente. "Tomávamos banhos congelantes", ela lembra. "Era tão frio que quando você se molhava sentia logo dor-de-cabeça". A experiência, conforme ela mesma diz, "me ensinou que, não interessa de onde uma pessoa vem, e nem a língua que fala, há laços especiais entre todos, certas coisas com que nos identificamos".
Depois de um ano na Ucrânia, sua família mudou-se para Denver, onde Stacie passou a freqüentar uma escola e cantar na igreja num coral. Aos doze anos de idade, foi descoberta num show de talentos de música cristã de sua região. Dois anos depois, lançou um álbum de estreia pela EMI que lhe rendeu disco de ouro e viajou ao redor do mundo para divulgar seu álbum seguinte, um best-seller internacional, aos 17 anos. Em menos de 4 anos de carreira, Stacie já havia vendido mais de 3,4 milhões de discos mundo afora. As letras de suas canções tratavam sempre de valores positivos, falando especialmente à realidade dos conflitos e desafios da juventude.
No Brasil, suas canções tomaram as paradas das emissoras de rádio FM, com, destaque para "(There’s Gotta Be) More to Life", "Stuck" e "I Promise", sendo esta última parte da trilha sonora da novela Malhação, de 2003.
Com todo o sucesso alcançado e as demandas de uma carreira bem-sucedida, Stacie optou por afastar-se do glamour durante três anos com o objetivo de redescobrir-se em sua maneira de fazer música. O novo e elegante álbum "Beautiful Awakening", conta a história dessa jornada, que a levou para onde ela está: com controle pela primeira vez sobre sua vida e carreira.
No primeiro semestre de 2007, Stacie Orrico optou por uma nova pausa, mas dessa vez de forma diferente. A jovem cantora e compositora cristã viajou à África do Sul como voluntária da Cross-Cultural Solutions, que ajuda crianças com AIDS. Já de volta agora aos Estados Unidos, Stacie lançou uma coletânea com suas músicas de maior sucesso.
Agora Stacie Orrico é uma artista independente. Em 2013, ela afirmou estar trabalhando em um novo álbum, que estava previsto para 2014. Porém, à data de março de 2021, o 4º álbum de estúdio de Orrico ainda estava para ver a luz do dia.

## Reawakened
Por volta de 06 anos após o lançamento de seu último álbum, Stacie Orrico lançou, em 2014, um EP tão esperado, nomeado de "Reawakened". Assim como a tradução (para o português), o significado do EP expressa o "redespertar" de Stacie Orrico, um novo acordar da princesa do Pop Gospel. No entanto, neste meio tempo até o lançamento do EP Reawakened, a cantora passou por momentos de altos e baixos. Fez alguns ensaios fotográficos polêmicos onde, em alguns deles, portava um cigarro. Para o público evangélico, as imagens não agradaram, o que trouxe uma repercussão negativa a carreira da cantora. No entanto, uma coisa Stacie não perdia: a sua voz e seu Jazz.
Antes disso, em 2012, depois de muito tempo sem dar novas notícias ao seu público, a voz da cantora apareceu em um comercial do restaurante Nomad, em Nova York, Estados Unidos, e rodou boa parte do mundo. O que fez com que seus fãs e admiradores "redespertassem" junto com ela. No entanto, o vídeo não trazia a imagem da Stacie Orrico; apenas a voz. Para os que eram realmente fãs da cantora, souberam identificar logo de início que o falsete no começo da música tratava-se de, ninguém mais, ninguém menos, que Stacie Joy Orrico. A canção do vídeo, intitulada "Catch Me If You Can", teve a participação da Gabe Cummins Orchestra e faz parte do álbum Reawakened.
Retornando ao Reawakened, o álbum trouxe pouca faixas novas para o público. Porém, o pouco, já se tornou muito para aqueles que esperavam por mais de 06 anos pelo retorno da voz da princesa. Aparentemente, um álbum produzido com poucas sofisticações e bem rápido, mas, que realçou bem a voz inconfundível da cantora. O que se espera é que Orrico volte a fazer seus shows e retome sua vida profissional como antes.

## Discografia

### Álbuns de estúdio
- 2000 - Genuine
- 2003 - Stacie Orrico
- 2006 - Beautiful Awakening

### EPs
- 2001 - Christmas Wish
- 2002 - Say It Again
- 2014 - Reawakened

### Álbuns ao vivo
- 2004 - Live in Japan

### Compilações
- 2007 - More To Life: The Best Of Stacie Orrico